# Clonakilty
Clonakilty (em irlandês: Cloich na Coillte, Clanna Chaoilte), normalmente chamada de Clon, é uma pequena vila no oeste da cidade de Cork, na Irlanda.
É a cidade natal do revolucionário irlandês Michael Collins, um dos heróis da independência do país.
Pertence à rede das Cidades Cittaslow.